# Mel-Man
Mel-Man, właśc. Melvin Bradford – hip-hopowy producent pochodzący z miasta Pittsburgh (Pensylwania, USA), współpracownik Dr. Dre.
W 1996 roku został ściągnięty przez Dr. Dre do jego wytwórni Aftermath Entertainment, gdzie zajmuje się głównie tworzeniem muzyki na syntezatorze/

## Produkcje
- Dr. Dre Presents the Aftermath: "Aftermath (The Intro)", "Shittin' On The World" (razem z Dr. Dre)
- Xzibit – 40 Dayz & 40 Nightz: "Los Angeles Times"
- Xzibit – Restless: "X", "Get Your Walk On"
- Dr. Dre – 2001: produkcja każdego utworu razem z Dr. Dre oprócz "The Message"
- Eminem – The Slim Shady LP: "Role Model" (razem z Dr. Dre)
- Eminem – The Marshall Mathers LP: "Kill You", "Who Knew", "The Real Slim Shady", "Remember Me?" i "I’m Back" (wszystko z Dr. Dre)
- Knoc-turn’al – The Way I Am: "Watch Out"
- Nate Dogg – Music & Me: "I Pledge Allegiance"